# Kryptosporidióza ptáků
Kryptosporidióza je onemocnění Fabriciovy burzy, trávicího a dýchacího traktu mnoha druhů ptáků, způsobované jednohostitelskými kokcidiemi z čeledě Cryptosporidiidae a rodu Cryptosporidium. Pro kura domácího, krůty a křepelky jsou kryptosporidie primárně patogenní, u mnoha jiných ptáků dochází ke kryptosporidióze až po oslabení jejich imunity (imunosupresi). Otázka hostitelské specifičnosti není dodnes jednoznačně uzavřena.

## Vznik a šíření nemoci
Z mnoha popsaných druhů kryptosporidií se dnes u ptáků považuje za nejpravděpodobnější výskyt 2-3 druhů. Cryptosporidium baileyi (Current ak. 1986) postihuje Fabriciovu burzu, kloaku a horní cesty dýchací u kura domácího a krůt, C. meleagridis (Slavin 1955) pak střevní trakt krůt. Od obou předchozích parazitů se odlišuje třetí, blíže nedefinovaný druh nepatogenní pro kura ani krůty, který je považován za původce střevní kryptosporidiózy komerčně chovaných křepelek a křepelů, doprovázené vysokou mortalitou.
Kryptosporidióza byla prokázána u Galliformes, Anseriformes, Psittaciformes, pštrosů, kanárů a malých pěvců. Ptačí kryptosporidie pravděpodobně nejsou přenosné na savce a naopak. Ve vnějším prostředí jsou extrémně odolné. K infekci dochází inhalací prachu obsahujícího původce, orálně kontaminovaným krmivem a vodou. Onemocnění se vyskytuje nejčastěji u ptáků mladých, oslabených nebo imunosupresovaných. Po prodělané infekci vzniká imunita. Rezervoárem kryptosporidií jsou divoce žijící ptáci. Sekundární mikrobiální infekce (E. coli, virus infekční bronchitidy) a imunosuprese působí jako predispoziční i komplikující faktor.

### Vývojový cyklusCryptosporidiumspp.
Kryptosporidie se liší od kokcidií rodu Eimeria životním cyklem, lokalizací v hostiteli, strukturou a velikostí oocyst, která se pohybuje mezi 4-6 µm. Vysporulovaná oocysta nemá sporocysty, obsahuje 4 volně ležící sporozoity. Všechna vývojová stadia se vyvíjejí intracelulárně, v parazitoforní vakuole, v oblasti mikroklků hostitelské buňky. Při nepohlavním vývoji vznikají 2 typy morfologicky odlišných merontů. Po gametogonii vznikají infekční silnostěnné oocysty, které odcházejí z hostitele trusem. Část oocyst netvoří ochrannou stěnu, praskají a uvolněné sporozoity napadají sousední buňky a endogenní cyklus se opakuje (autoinfekce).

## Příznaky nemoci
Inkubační doba se pohybuje mezi 3 dny až 3 týdny.
Onemocnění může probíhat ve formě respirační, kloakální, burzální anebo střevní, podle původce a hostitele. Respirační forma u kura domácího může být doprovázena zhoršenou užitkovostí, vyšší morbiditou i mortalitou. Těžce postižení ptáci polehávají a odmítají pohyb. Střevní forma probíhá spíše subklinicky, jen s mikroskopickými změnami. U kura se kryptosporidióza objevuje nejčastěji ve věku 4-17 týdnů, u krůťat ve věku 10-40 dnů. Starší drůbež je v porovnání s mladými ptáky mnohem odolnější k onemocnění, proto se častěji jedná o subklinickou infekci. Nemoc trvá asi 3-4 týdny; spontánní uzdravení je časté.
U hrabavých ptáků, kachen, husí a andulek se pozorují všeobecné respirační příznaky (deprese, anorexie, frkání, kašlání, kýchání, namáhavé dýchání) a zhoršení růstu. Střevní kryptosporidióza probíhá u hrabavých ptáků, pštrosů, amazoňanů, andulek, arů, korel, agapornisů a kakaduů nejčastěji subklinicky, méně často za příznaků enteritidy (průjem).

## Terapie a prevence
Účinná chemoterapeutika nejsou známa. Prevence spočívá v ochraně chovů před zavlečením infekce. Chemické dezinfekční prostředky jsou většinou nedostačující k destrukci oocyst. Vhodnější je horká pára (> 65 °C), 10% formalin nebo 5% čpavek. Oocysty vylučované trusem jsou již infekční, proto preventivní opatření používá při kokcidióze Eimeria spp. jsou nedostačující. Za nejdůležitější obranný mechanismus proti kryptosporidióze je považována funkční střevní mikroflóra.